# III. Devlet Giráj krími kán
III. Devlet Giráj vagy Kara Devlet Giráj (krími tatár: III Devlet Geray, ٣ دولت كراى, Qara Devlet Geray, قاره دولت كراى), (1647 – 1717) krími tatár kán, I. Szelamet Giráj kán unokája.

## Élete
Devlet a kalga méltóságot viselte Szafa Giráj kán uralma idején. 1716-ban III. Ahmed szultán őt nevezte ki krími kánnak. 1704 óta a rendkívül népszerű I. Szelim fiai töltötték be a tisztséget de a szultán nem akarta, hogy a Krím túlságosan független legyen, ezért szándékosan a Giráj dinasztia másik ágából választott. A Kara melléknév feketét jelent, de másodlagos jelentése 'bal kéz felőli'.
Az új kán Szafa Giráj fiát, Bahadirt tette meg kalgának, núreddinnek pedig saját fiát, Makszúdot. Története innentől nagyon hasonlít III. Szadet Giráj uralkodására: a szultán még isztambuli kinevezésekor utasította, hogy gyűjtse össze seregeit és vonuljon Magyarország határára, ahol az osztrák-török háború zajlott. Devlet útközben megállt a Budzsákban, összegyűjteni a helyi nogáj tatárok harcosait, aztán továbbindult a Krímre. A krími tatár klánok azonban Szelim fiai közül szerettek volna kánt és megtagadták, hogy Devlet vezetése alatt harcoljanak. Kérelmüket elküldték a szultánnak, aki az osztrák háború miatt nehéz helyzetben volt és nem akart megkockáztatni egy krími felkelést. Ezért inkább leváltotta Kara Devletet, aki még meg sem érkezett a Krímre és helyette I. Szelim egyik fiát, IV. Szadetet nevezte ki.
III. Devlet visszafordult a Budzsákból és a ruméliai Jambolba utazott, ahol még abban az évben meghalt.

## Fordítás
Ez a szócikk részben vagy egészben  a(z)   Девлет III Герай című orosz Wikipédia-szócikk ezen változatának fordításán alapul.  Az eredeti cikk szerkesztőit annak laptörténete sorolja fel. Ez a jelzés csupán a megfogalmazás eredetét és a szerzői jogokat jelzi, nem szolgál a cikkben szereplő információk forrásmegjelöléseként.
| Előző uralkodó: I. Kaplan Giráj | Krími kán 1716 – 1717 | Következő uralkodó: IV. Szadet Giráj |